# Davide Plebani
Davide Plebani (Sarnico, 24 de julio de 1996) es un deportista italiano que compite en ciclismo en las modalidades de pista y ruta.
Ganó una medalla de bronce en el Campeonato Mundial de Ciclismo en Pista de 2019 y dos medallas de plata en el Campeonato Europeo de Ciclismo en Pista, en los años 2019 y 2022. En los Juegos Europeos de Minsk 2019 obtuvo dos medallas de plata, en las pruebas de persecución individual y por equipos.
En carretera obtuvo una medalla de bronce en el Campeonato Europeo de Ciclismo en Ruta de 2020, en la prueba de contrarreloj por relevos mixtos.

## Medallero internacional
| Campeonato Mundial | Campeonato Mundial       | Campeonato Mundial | Campeonato Mundial      |
| Año                | Lugar                    | Medalla            | Competición             |
| ------------------ | ------------------------ | ------------------ | ----------------------- |
| 2019               | Pruszków (Polonia)       | Medalla de bronce  | Persecución individual  |
| Juegos Europeos    |                          |                    |                         |
| Año                | Lugar                    | Medalla            | Competición             |
| 2019               | Minsk (Bielorrusia)      | Medalla de plata   | Persecución individual  |
| 2019               | Minsk (Bielorrusia)      | Medalla de plata   | Persecución por equipos |
| Campeonato Europeo |                          |                    |                         |
| Año                | Lugar                    | Medalla            | Competición             |
| 2019               | Apeldoorn (Países Bajos) | Medalla de plata   | Persecución por equipos |
| 2022               | Múnich (Alemania)        | Medalla de plata   | Persecución individual  |

| Campeonato Europeo | Campeonato Europeo | Campeonato Europeo | Campeonato Europeo              |
| Año                | Lugar              | Medalla            | Competición                     |
| ------------------ | ------------------ | ------------------ | ------------------------------- |
| 2020               | Plouay (Francia)   | Medalla de bronce  | Contrarreloj por relevos mixtos |